# Bukovina (Slowakije)
Bukovina (Hongaars: Bukovina) is een Slowaakse gemeente in de regio Žilina, en maakt deel uit van het district Liptovský Mikuláš.
Bukovina telt 118 inwoners.